# Composia fidelissima
Espèce
Composia fidelissima est une espèce de lépidoptères (papillons) de la famille des Erebidae et de la sous-famille des Arctiinae.

## Répartition
Cette espèce est présente à Cuba, en Floride et aux Bahamas .

## Philatélie
Ce papillon figure sur un timbre-poste de Cuba de 1991 (valeur faciale : 3 c.).